# جيوت (نيويورك)
جيوت (بالإنجليزية: Jewett, New York)‏ هي بلدة أمريكية تقع في الولايات المتحدة في مقاطعة غرين، نيويورك. يقدر عدد سكانها بـ 953 نسمة ومساحتها 130.8 كم2 وترتفع عن سطح البحر 519 متر.